# Setge d'Osca (812)
El setge d'Osca fou un intent dels carolingis de sotmetre Osca que des del 803 era governada pel general Amrus ibn Yusuf, lleial a l'emir de Còrdova. El rei d'Aquitània, Lluís el Pietós, va enviar a assetjar la ciutat al comte Heribert, segurament el fill de Guillem I de Tolosa, en qualitat de missus dominicus (comissari reial). Segurament a la primavera del 812 Heribert, amb l'exèrcit d'Aquitània, va anar cap a Osca i la va assetjar. Però fou tant negligent amb el setge i amb les seves tropes que alguns senyors del seu exèrcit que s'havien avançat temeràriament fins al murs de la ciutat, van estar a punt de ser aniquilats després d'haver insultat als defensors i tirat contra ells, sent sorpresos en una vigorosa sortida; la defensa i l'atac foren prou forts i molts d'aquests senyors van morir i la resta es va poder retirar. Finalment Heribert, desesperat d'obtenir la rendició de la fortalesa, va aixecar el campament al final de la tardor i després de devastar l'entorn d'Osca va retornar a la cort de Lluís que llavors era de cacera. Mentre al-Hàkam I havia demanat la pau a Carlemany que li va concedir una treva de tres anys.